# Saison 8 de Futurama
Chronologie
Saison 7 Saison 9
Cet article présente les épisodes de la huitième saison de la série télévisée d'animation américaine Futurama.

## Distribution
- Billy West (VF : Alexis Tomassian) : Philip J. Fry
- Katey Sagal (VF : Mélody Dubos) : Turanga Leela
- John DiMaggio (VF : Hervé Caradec) : Bender Tordeur Rodríguez
- Billy West (VF : Jean-Pierre Moulin (épisodes 1 à 5 puis depuis l’épisode 11) et Jean Barney (épisodes 6 à 10) : Pr Hubert J. Farnsworth
- Phil LaMarr (VF : Éric Missoffe) : Hermes Conrad
- Billy West (VF : Patrick Pellegrin) : Dr John Zoidberg
- Lauren Tom (VF : Jessie Lambotte) : Amy Wong
- Billy West (VF : Éric Missoffe) : Zapp Brannigan
- Maurice LaMarche (VF : Gilbert Lévy) : Kif Kroker
- Frank Welker (VF : Hervé Caradec) : Nibbler
- Tress MacNeille : M’man
- David Herman (VF : Jean-Pierre Moulin (1re voix, épisodes 1 à 5 et depuis l'épisode 11) puis Jean Barney (2e voix, épisodes 6 à 10) : Scruffy

## Épisodes
La saison, composée de 20 épisodes, est divisée et diffusée en deux parties de dix épisodes chacune aux États-Unis.
La première partie est diffusée du 24 juillet 2023 au 25 septembre 2023.
La deuxième partie est diffusée de 29 juillet 2024 au 30 septembre 2024.

### Partie 1

#### Épisode 1:Streaming impossible
- États-Unis : 24 juillet 2023 sur Hulu
- France : 24 juillet 2023 sur Disney +

- Gag du sous-titre : « Vengés ! » (Avenged! en V.O.)
- Références :
  -  Cet épisode marque le retour de la série après un second hiatus de dix ans.
  -  L’histoire ainsi que le sous-titre de l’épisode font directement suite au précédent ; comme l’y avait prédit le Pr Farnsworth à sa toute fin, ni Fry, ni Leela, ni lui ne se souviennent des événements qui se sont produits durant l’arrêt temporel accidentel de leur réalité.
  -  Par mise en abyme métaphysique avec la série elle-même, la date diégétique de retour à la normale est située au 24 juillet 3023 ; soit dix ans de décalage avec l’épisode précédent, ainsi que la date calendaire (déplacée au XXXIe siècle) de première diffusion de l’épisode.
  -  La combinaison de survie conçue par le professeur pour le visionnage en rafale de Fry est inspirée des distilles de l’univers de Dune.
  -  Le temps d’une scène comique, Leela est vue pour la toute première fois de la série avec les cheveux coupés.
  -  L’entreprise de vidéo à la demande « Fulu » sollicitée par Leela pour sauver Fry, en finançant de nouveaux épisodes à la série De tous mes circuits afin de la prolonger, est à la fois une mise en abyme de Futurama et une parodie de Hulu, qui a permis par le même biais la production de cette saison et le relancement de la série.
  -  À l’occasion de créer des épisodes inédits à sa propre série, le personnage de Calculon (ramené à la vie puis redécédé dans Résurrection) est ressuscité pour la seconde fois — et un temps ici indéterminé.
  -  Parmi les scénaristes littéralement morts au travail dans la salle d’écriture des nouveaux épisodes de De tous mes circuits, figurent les Têtes en Bocal d’Eric Horsted (en) et Shirin Najafi, véritables scénaristes d’épisodes pour Futurama.

#### Épisode 2:Les enfants des marais
- États-Unis : 31 juillet 2023 sur Hulu
- France : 31 juillet 2023 sur Disney +

- Gag du sous-titre : « Quoi de neuf en notre absence ? » (Anything happen while we were out? en V.O.)
- Références :
  -  Le titre de l’épisode fait référence aux Enfants du silence.
  -  L’histoire de l’épisode fait indirectement suite à celle de Kif et le Polichinelle dans le tiroir.
  -  Les scènes de combat en solitaire de Kif contre les Oursons géants extra-terrestres à la Station exobiologique 38 de la Grande Ourse, parodient les films d’action musclée des années 1980.

#### Épisode 3:Comme au temps du Far West
- États-Unis : 7 août 2023 sur Hulu
- France : 7 août 2023 sur Disney +

- Gag du sous-titre : « D’après l’observation de vrais ovnis » (Based on an actual UFO sighting en V.O.)
- Références :
  -  Le « 1010001 » du titre de l’épisode correspond en langage binaire, à la lettre Q ainsi que — en décimale ASCII — le nombre 81 (numéro atomique du thalium) ; ledit titre détourne l’expression anglophone « How the West Was Won » (« Comment l’Ouest a été gagné ») et fait doublement référence au film La Conquête de l'Ouest.
  -  L’histoire de l’épisode fait allusion aux ruées vers l’or dans l’Ouest étasunien, ainsi qu’à son imaginaire cinématographique.

#### Épisode 4:En vers et contre tous
- États-Unis : 14 août 2023 sur Hulu
- France : 14 août 2023 sur Disney +

- Gag du sous-titre : « Trouvez l’histoire cachée ! » (Find the hidden story! en V.O.) dans un phylactère crié.
- Références :
  -  Le titre original ainsi que l’histoire de l’épisode font indirectement suite à ceux de Parasites perdus ; à l’instar du précédent, il fait lui aussi référence à l’épopée méronyme de John Milton, ici Le Paradis retrouvé (en).
  -  Le monde sableux dans la litière de Nibbler, le peuple des bousiers ainsi que les Vers des sables parodient l’univers de Dune de Frank Herbert.
  -  Les mêmes vers dudit épisode Parasites perdus y font leur réapparition.

#### Épisode 5:La mère de l'univers
- États-Unis : 21 août 2023 sur Hulu
- France : 21 août 2023 sur Disney +

- Gag du sous-titre : « On vous aura prévenus, mais vous ne voulez rien entendre ! » (We warned you, but you wouldn’t listen! en V.O.)
- Références :
  -  L’entreprise de commande en ligne de M’man est une parodie flagrante d’Amazon.

#### Épisode 6:Souviens-toi Noël prochain…
- États-Unis : 28 août 2023 sur Hulu
- France : 28 août 2023 sur Disney +

- Gag du sous-titre : « L’esprit de ruche dit de se détendre » (Hive mind says relax en V.O.)
- Références :
  - Le titre de l’épisode ainsi que son histoire parodient la série de films Souviens-toi… l’été dernier.
  - La machine à voyager dans le temps du professeur de Retour vers les futurs réapparaît dans l’histoire (cette fois améliorée pour permettre le voyage temporel dans les deux sens).

#### Épisode 7:Non aux vaccins!
- États-Unis : 4 septembre 2023 sur Hulu
- France : 4 septembre 2023 sur Disney +

- Gag du sous-titre : « Essayez de débrancher puis rebrancher » (Try unplugging it and plugging it back in en V.O.)
- Références :
  -  Le titre original de l’épisode fait référence au groupe de metal Rage Against the Machine.
  -  L’histoire de l’épisode mentionne explicitement la pandémie de Covid-19.

#### Épisode 8:Stage de sensibilisation
- États-Unis : 11 septembre 2023 sur Hulu
- France : 11 septembre 2023 sur Disney +

- Gag du sous-titre : « Si vous arrivez à lire ça, c’est que vous êtes trop éloignés de l’écran » (If you can read this, you’re too far from the screen en V.O.)
- Références :
  -  Le titre original de l’épisode fait référence à la culture de l’effacement, une pratique de nuisance par incitation à un ostracisme collectif.

#### Épisode 9:Le Prince et le Produit
- États-Unis : 18 septembre 2023 sur Hulu
- France : 18 septembre 2023 sur Disney +

- Gag du sous-titre : « Ce dont parlent les dialogueurs virtuels sur leur temps libre » (What chatbots talk about in their free time en V.O.)
- Références :
  -  Le titre de l’épisode fait référence au roman Le Prince et le Pauvre.
  -  Segment Windos  (« Automatos ») :
    -  Ces versions des membres de Planet Express pastichent les jouets mécaniques à remontoir.

  -  Segment Round Wheels (« Roues Circulaires ») :
    -  L’histoire parodie le film d’épouvante japonais Ring.
    -  Ces versions des membres de Planet Express pastichent les Hot Wheels, gamme de voitures miniatures par Mattel.

  -  Segment Rubber Ducks (« Canards en caoutchouc ») :
    -  Certaines de ces versions des membres de Planet Express pastichent d’une part les canards de bain ; et d’autre part les Weebles (en), gamme de culbutos ovoïdes pour enfants par Playskool.

#### Épisode 10:Simulation
- États-Unis : 25 septembre 2023 sur Hulu
- France : 25 septembre 2023 sur Disney +

- Gag du sous-titre : en latin, « Je suis venu, je me suis assis, j’ai vu » (Veni, sedi, vidi. en V.O.)
- Références :
  -  Le sous-titre de l’épisode détourne la célèbre citation latine « Veni, vidi, vici » ( « Je suis venu, j’ai vu, j’ai vaincu ») de Jules César.

### Partie 2

#### Épisode 11:Le Seul Amigo
- États-Unis : 29 juillet 2024 sur Hulu
- France : 29 juillet 2024 sur Disney +

- Gag du sous-titre : « Ton ami télévisuel » (Your TV friend en V.O.)
- Références :
  -  Il s’agit de la première apparition physique des Rodríguez, membres élargis de la famille de Bender, dans la série ; sa mère robot industriel, déjà mentionnée ou vue en souvenir, est de nouveau aperçue en photographie.
  -  En fin d’épisode les adultes de Planet Express, ne comprenant définitivement rien au principe des jetons non fongibles ni à leur intérêt expliqués par le groupe des enfants (Cubert, Dwight, Axl et Mandy), finissent par s’arracher littéralement les cheveux à la manière d’Homer Simpson, personnage emblématique de l’autre série à succès de Matt Groening.

#### Épisode 12:Jeux mortels
- États-Unis : 5 août 2024 sur Hulu
- France : 5 août 2024 sur Disney +

- Gag du sous-titre : « Prouvé comme stimulateur de croissance cérébrale dans les objets inertes » (Proven to promote brain growth in inanimate objects en V.O.)
- Références :
  -  Le titre original ainsi que l’histoire de l’épisode parodient la série télévisée coréenne Squid Game.

#### Épisode 13:L’intérimaire
- États-Unis : 12 août 2024 sur Hulu
- France : 12 août 2024 sur Disney +

- Gag du sous-titre : sous forme d’étiquette adhésive, « * Produit vendu au poids et non à la qualité » (*Product sold by weight, not quality en V.O.)
- Références :
  -  L’histoire de l’épisode rappelle les événements d’Amazones amoureuses.
  -  Le pré-générique pastiche l’introduction type d’un épisode des séries Patrouille du cosmos.

#### Épisode 14:Le Beau et l'Insecte
- États-Unis : 19 août 2024 sur Hulu
- France : 19 août 2024 sur Disney +

- Gag du sous-titre : « Qui va encore nous annuler ? » (Who keeps cancelling us? en V.O.)
- Références :
  -  Le titre de l’épisode fait référence au conte français La Belle et la Bête.
  -  Le sous-titre de l’épisode ironise métaphysiquement sur les annulations antérieures de la série.

#### Épisode 15:L’un est en silicone et l’autre en or
- États-Unis : 26 août 2024 sur Hulu
- France : 26 août 2024 sur Disney +

- Gag du sous-titre : « RECOMMANDÉ PAR e SUR π MATHÉMATICIENS » (RECOMMANDED BY e OUT OF π MATHEMATICIANS en V.O.)
- Références :
  -  Parmi les véritables livres abordés au cercle des garçons figurent Des souris et des hommes de John Steinbeck — dont la Tête en Bocal est invitée en personne à la séance — et un recueil de La Poésie de Robert Burns — dont Fry cite un passage.

#### Épisode 16:L’attaque des fringues
- États-Unis : 2 septembre 2024 sur Hulu
- France : 2 septembre 2024 sur Disney +

- Gag du sous-titre : « Suffisant pour le partager avec toute la classe » (Enough to share with the whole class en V.O.)
- Références :
  -  Le titre de l’épisode fait référence au deuxième film L’Attaque des clones de La Guerre des étoiles.
  -  Le début d’épisode fait un clin d’œil au roman Frankenstein ou le Prométhée moderne.
  -  La scène de la statue de la Liberté parodie la fin emblématique du premier film La Planète des singes.

#### Épisode 17:Planète Espresso
- États-Unis : 9 septembre 2024 sur Hulu
- France : 9 septembre 2024 sur Disney +

- Gag du sous-titre : « Aussi disponible en suppositoire ! » (Also avalaible as a suppository! en V.O.)
- Références :
  -  Le titre de l’épisode fait un jeu de mots à double sens entre le nom anglais du café court et le spectrographe du même nom voué à la recherche d’exoplanètes.
  -  L’histoire de l’épisode s’inspire de la théorie des anciens astronautes.
  -  Le pré-générique parodie la scène de début du film 2001, l’Odyssée de l’espace.
  -  La Tête en Bocal de Kyle MacLachlan fait une apparition ; l’insulte de « Kwisatz Haderach de mes deux » qui lui est adressée est une référence comique à son rôle emblématique dans le film Dune de David Lynch.
  -  L’enseigne de la chaîne de cafés pour « amateurs de café snobinards pleins aux as », à l’effigie des extra-terrestres, parodie Starbucks.

#### Épisode 18:Trop mignons
- États-Unis : 16 septembre 2024 sur Hulu
- France : 16 septembre 2024 sur Disney +

- Gag du sous-titre : en forme de test de Turing automatisé coché avec la tête de Bender, « Je ne suis pas un robot » (I’m not a robot en V.O.)
- Références :
  -  L’inquiétant orphelin Damien tordant des cuillères par la pensée est un clin d’œil à Damien Thorn, de la série de films La Malédiction.
  -  L’engouement hystérique autour des peluches « Funny Fuzzy », leur slogan « Collectionnez-les tous ! » ainsi que leurs deux cents exemplaires (avec des versions « chromatiques ») différents à acquérir, parodient la Pokémania et plus largement, la culture de la « mignonnerie ».
  -  Afin de démontrer scientifiquement l’effet de suggestion de la « mignonnerie » sur les Humains, le Pr Farnsworth projette entre autres une image holographique de Bart Simpson, personnage emblématique de l’autre série à succès de Matt Groening.
  -  Il s’agit de la toute première fois dans la série que Walt Miller apparaît sans sa fratrie.
  -  Pour illustrer à quel point même lui est sujet à l’emprise « mignonne » des Funny Fuzzy, Bender fait allusion à la mort emblématique de la mère de Bambi.

#### Épisode 19:Le Mystère de Futurama
- États-Unis : 23 septembre 2024 sur Hulu
- France : 23 septembre 2024 sur Disney +

- Gag du sous-titre : « Une fois regardé, vous ne pourrez l’effacer » (You streamed it, you can’t unstream it en V.O.)
- Références :
  -  L’acteur-réalisateur LeVar Burton (Geordi La Forge dans la série Star Trek : La Nouvelle Génération) fait une apparition — sous forme holographique — dans la « bybliotêk municipale[3] » spatiale au début de l’épisode ; il y parodie sa propre animation de l’émission éducative Reading Rainbow (en) et brise le quatrième mur en s’adressant aux spectateurs, muni de la visière emblématique de son personnage (aveugle dans la série susnommée) ; dans la scène de fin, il détourne l’accroche — appliquée à la lecture — « Dans l’espace, personne ne vous entendra crier » des films Alien.
  -  Les classifications visibles sur la bibliothèque de Burton indiquent : « Mystère » ; « Roman à chevaux » ; « Bande dessinée japonaise en braille » ; et « Livre audio animé ».
  -  Segment The Mystery of the Missing Mass: A Lancy Trew Adventure  (« Le Mystère de la Masse Disparue » — « Une Aventure de Lancy Trew ») :
    -  Cette partie de l’histoire parodie les série et personnage éponyme de romans étasuniens Alice Roy d’Edward Stratemeyer.

  -  Segment The Case of the Missing Detective: A Smardy Boys Adventure (« Le Mystère de la Détective Disparue » — « Une Aventure des Frères Hardeurs ») :
    -  Cette partie de l’histoire parodie les série et personnages éponymes de romans Les Frères Hardy (du même Edward Stratemeyer).

  -  Segment Tom Snift and his Atomic Smelloscope (« Tom Snift et son Flairoscope Atomique ») :
    -  Cette partie de l’histoire parodie les série et personnage éponyme de romans Tom Swift (toujours d’Edward Stratemeyer).

  -  Segment Fryfry : Le Mystère de la Manivelle d’Or :
    -  La traduction anglaise du sous-titre (« The Mystery of the Golden Crank »), qui est nativement en français, est elle-même textuellement retranscrite en alphabet extra-terrestre.
    -  L’histoire pastiche en version « belge » l’univers de Futurama selon les série, personnage éponyme et autres de bandes dessinées belges Les Aventures de Tintin d’Hergé.

  -  Segment Wikipedia Brown Steps in a Clue (« Wiki-la-Science à la Recherche d’Indices ») :
    -  L’histoire parodie les série et personnage éponyme de la suite romanesque étasunienne Bobby-la-Science de Donald J. Sobol (en).
    -  Neil deGrasse Tyson y fait son apparition dans la série, ainsi que dans la scène de fin avec Burton.

#### Épisode 20:Du déjà-vu
- États-Unis : 30 septembre 2024 sur Hulu
- France : 30 septembre 2024 sur Disney +

- Gag du sous-titre : « Nous ne sommes pas encore exclus des réseaux ! » (We’re not out of networks yet! en V.O.)
- Références :
  -  Affecté par le magnétisme du robot ouvre-boîte, Bender entonne la chanson traditionnelle Down in the Valley (en).
  -  Durant le dernier hommage à Bessie, le Dr Zoidberg brise le quatrième mur en mentionnant les « aventures en trois parties » non canoniques de certains épisodes (dont selon lui, « certaines ont été un peu bâclées »).
  -  À l’issue de son chant (de Rock the Boat par The Hues Corporation) non sollicité avec Kif à l’oraison funèbre, Zapp Brannigan mentionne avoir un compte SoundCloud.
  -  Entre autres souvenirs avec ledit vaisseau, Amy rappelle à Bender leur idylle dans Un amour de vaisseau.
  -  De nombreuses scènes d’épisodes de la série (canoniques ou alternatives) sont subliminalement vues à travers Fry ; l’expression qu’il arbore — imitée en « souvenir » par certains de ses alters ego — quand elles le submergent calque celle emblématique de Le Moins Pire des deux, devenue un mème Internet répandu ; une vision hors continuité énigmatique les montre avec Leela plus âgés et un bébé (selon toute vraisemblance le leur) partageant respectivement son air de famille et ses cheveux violets, en compagnie du Bender polymorphe à oreilles de Question de confiance léché par le chien Seymour (de Ceux qui m’aiment prendront le chien) bien vivant.
  -  En parlant de « regarder un film à moitié endormi », Leela cite le film Avatar.
  -  L’« acteur Tress LaMarche », choisi comme modèle de voix pour l’intelligence artificielle du nouveau vaisseau du professeur, est un hommage à deux des comédiens originaux de la série (Tress MacNeille et Maurice LaMarche).
  -  En se disputant avec le robot ouvre-boîte, Bender se fait subtiliser son sabre puis s’arme d’un Beretta : le plan où ce dernier (qui a « vu ça dans un film ») lui tire dessus singe une scène emblématique du film Les Aventuriers de l’arche perdue d’Indiana Jones ; constatant tragiquement la mort de sa « némésis », il compare leur antagonisme de longue date à Superman pour Lex Luthor, et Aquaman pour « cette vieille grosse crevette ».
  -  Pour faire front contre le vaisseau fantôme, Zapp Brannigan cite Jerry Lewis.
  -  Parmi les passages de Bessie entre plusieurs réalités et continuités alternatives, figure un plan incursif du château de Dreamland dans Désenchantée, autre série d’animation de Matt Groening et de la ULULU Company.
  -  La musique de fin est une reprise (par Jason Isbell (en) et Amanda Shires (en)) de Mutineer (en) de Warren Zevon.